# Aleksandar Jevtić
Pour les articles homonymes, voir Jevtić.
Aleksandar Jevtić (en serbe en écriture cyrillique : Александар Јевтић), né le 30 mars 1985 à Šabac en Yougoslavie (auj. en Serbie), est un footballeur international serbe, évoluant au poste d'attaquant.
Jevtić n'a marqué aucun but lors de son unique sélection avec l'équipe de Serbie en 2008.

## Carrière
- 2004-2006 : FC Smederevo  Serbie-et-Monténégro
- 2006-2007 : FK Mačva Šabac  Serbie
- 2006-2007 : FK Borac Čačak  Serbie
- 2007-2008 : Hacettepe SK  Turquie
- 2007-2008 : FK Borac Čačak  Serbie
- 2008-2009 : OFK Belgrade  Serbie
- 2009-2011 : Étoile rouge Belgrade  Serbie
- 2011-déc. 2013 : Jiangsu Sainty  Chine
- jan. 2014-nov. 2014 : Liaoning Whowin FC  Chine
- depuis 2015 : BATE Borisov  Biélorussie

## Palmarès
- Championnat de Biélorussie : 2015